# Madelaine Petsch
Madelaine Grobbelaar Petsch (Port Orchard, 18 d'agost del 1994) és una actriu estatunidenca coneguda per interpretar Cheryl Blossom a la sèrie de televisió Riverdale.